# Boutteville
Boutteville – miejscowość i gmina we Francji, w regionie Normandia, w departamencie Manche.
Według danych na rok 1990 gminę zamieszkiwało 51 osób, a gęstość zaludnienia wynosiła 28 osób/km² (wśród 1815 gmin Dolnej Normandii Boutteville plasuje się na 834. miejscu pod względem liczby ludności, natomiast pod względem powierzchni na miejscu 1098.).